# Tripterophycis svetovidovi
Tripterophycis svetovidovi is een straalvinnige vissensoort uit de familie van diepzeekabeljauwen (Moridae). De wetenschappelijke naam van de soort is voor het eerst geldig gepubliceerd in 1986 door Sazonov & Shcherbachev.